# Erzählanalyse Jakob
Die Erzählanalyse Jakob („JAKOB“ ist ein Akronym, das sich von den Handlungen,  Aktionen und den Figuren, Objekten ableitet) ist ein qualitatives Untersuchungsinstrument für Alltagserzählungen, wie sie z. B. in Beratungs- und Psychotherapiegesprächen vorkommen. Diese Erzählungen werden als dramaturgisch aufgebaute sprachliche Inszenierungen aufgefasst und im Hinblick auf das darin enthaltene unbewusste Konfliktmaterial der Erzähler analysiert und interpretiert. Die Analyse und Interpretation ist an psychoanalytischen Kriterien orientiert und zielt auf eine klinische Konfliktdiagnose.
Jakob ist ein Anagramm und beschreibt die zentralen Bedeutungsträger einer Erzählung, die Figuren und ihre Handlungen, oder in der Begrifflichkeit des Anagramms: die AKtionen und OBJekte.

## Theoretischer Hintergrund
Erzählen bezieht sich zwar auf Begebenheiten der Vergangenheit, ist aber gleichzeitig ein Mittel sprachlicher Inszenierung in der Gegenwart. Der Erzähler führt Regie, stattet die Szene mit Requisiten und Kulissen aus und gestaltet sowohl die eigene Rolle als auch die der Mitspieler im Dienste der sprachlichen Inszenierung. Dadurch erzeugt er Spannung und führt die Zuhörer auf eine spezifische Art von einer Anfangssituation zu einer Ergebnissituation. Das Erzählen erfüllt damit vier verschiedene Modellierungsfunktionen:
- Es aktualisiert das Vergangene und stellt eine Verbindung zur aktuellen Situation her.
- Es erfüllt eine soziale Integrationsfunktion, wenn die Zuhörer emotional in die Erzählung verwickelt werden und die Perspektive des Erzählers übernehmen.
- Es reorganisiert das Erlebte, bewältigt Angst und ermöglicht Kontrolle und
- restituiert das Erlebte, indem das Vergangene sprachlich neu im Sinne einer Wunscherfüllung inszeniert wird.

Formal sind Erzählungen im Sinne der Erzählanalyse Jakob sprachliche Sequenzen, die in sich geschlossen sind und eine klar erkennbare Struktur mit Anfang, Mitte und Schluss aufweisen. In der Erzählung werden die Konflikte symbolisiert und in Sprache umgesetzt. Der Erzähler handelt mit Worten. Anhand des sprachlichen Ausdrucks wird verstanden, in welcher Weise er mit Worten handelt. Hierbei erfüllt die lexikalische Wortwahl eine wichtige Funktion, indem sie auf subtile Weise verborgene Motive und Intentionen darstellen kann (lexical choice).
Mit der „Züricher Erzählanalyse Jakob“ werden Verben, Substantive und andere Wortarten lexikalisch systematisiert. Dabei nimmt das Verb eine zentrale Bedeutung ein, da das Bühnengeschehen, die Szenen in den (fiktionalen) Welten der Alltagserzählung in Gang gesetzt werden.
Verben oder Aktionen werden nach fünf Dimensionen lexikalisch geordnet:
- Geschehen, auch Zuständlichkeit, der Bewegung, der Prozessualität, des Verrichtens hier die Verben mit dem Fokus auf körperliche Vorgänge;
- Fühlen, Fokus auf Emotionen;
- Wollen, der Intentionalität, Fokus auf Motivationen;
- Handeln, Fokus auf Handlung;
- Schaffen, der Schwerpunkt liegt hier auf zielgerichteter Beziehungsgestaltung.

## Entstehung und Geschichte
Im Jahre 1989 legte Brigitte Boothe den Grundstein zu einem hermeneutischen Verfahren zur diagnostischen Auswertung von Erstinterview- und Therapieprotokollen vor dem Hintergrund von Psychoanalyse und Erzähltheorie. Das später Erzählanalyse Jakob benannte Verfahren wurde dann von 1989 bis 2013 an der Abteilung Klinische Psychologie, Psychotherapie und Psychoanalyse der Universität Zürich entwickelt und angewendet.
Fachliteratur dokumentiert die Erzählanalyse Jakob mit theoretischen Erörterungen und praktischen Anwendungs- und Fallbeispielen bis ins Jahr 2013. Eine weitere Publikation beschreibt eine psychotherapeutische Abklärung durch einen multiperspektivischen Zugang. Unterschiedliche Dimensionen des Anliegens eines Patienten werden mit fünf qualitativen Verfahren herausgearbeitet: der Inhaltsanalyse, der Kreditierungsanalyse, der Erzählanalyse Jakob, der Gesprächsanalyse und der Operationalisierten Psychodynamischen Diagnostik (OPD). Die fünf unterschiedlichen Methoden tragen mit ihren spezifischen Befunden durch methodische Triangulation zu einem vertieften Verständnis des Anliegens der Patientin bei.

## Anwendung
Die Erzählanalyse Jakob ermöglicht narrative Einzelfallanalysen auf dem Hintergrund von psychodynamischen und psychoanalytischen Theorien. Die folgende skizzenhafte Zusammenfassung soll den praktischen Ablauf einer Analyse veranschaulichen: Das zu untersuchende Gespräch wird im Vorfeld aufgezeichnet und anschließend vollständig transkribiert. Im nächsten Schritt werden die Erzählungen im Transkript gemäß den Kriterien im Manual ermittelt. Hat man eine Erzählung gefunden, wird diese aus dem Transkript kopiert und in Segmente zerlegt. Segmente sind einzelne Sätze, hier definiert als einfache Subjekt-Prädikat-Verbindungen, d. h. als eine Repräsentation einer Aktion und einem oder mehreren Objekten. Ein Segment gibt Antwort auf die Frage «wer tut was wie?» oder «was geschieht in Bezug auf wen/was wie?». Eine lexikalische Analyse des Vokabulars und das Figurenrepertoire führen zu Kategorien (für Verben und Nomen). Die Erzählstruktur wird charakterisiert durch verschiedene Phasen (Start – Entwicklung – Ergebnis) und durch die Differenzierung von Kern- und Rahmensegmenten.
Die hypothetischen Entwicklungsmöglichkeiten der Erzählung in der Startphase führen zur Formulierung von hypothetischen Szenarien (Spielregel) der optimalen Entwicklung oder der Entwicklung hin zur Katastrophe (Soll und Antisoll); diese werden dem tatsächlichen Ausgang der Erzählung gegenübergestellt (Sein). Schließlich werden als Quintessenz aller dieser Schritte Hypothesen zur Konfliktdynamik formuliert, die aus der Erzählung erschlossen werden kann, und die als Kompromissbildung aus dem Zusammenspiel von prototypischen Wunschthemen, Angstmotiven und Abwehrbewegungen verstanden wird (Konfliktdiagnostik).

## Jakob-Lexikon
Die Kodierung und Auswertung der Erzählungen wurde bis 2013 mit dem öffentlich zugänglichen webbasierten Analyseinstrument AutoJakob unterstützt. Die Grundlagen für die Kodierung des Vokabulars in den Erzählungen wurden durch das Jakob-Lexikon bereitgestellt, einem über das Internet zugänglichen elektronischen Lexikon. Im Rahmen eines interdisziplinären Projekts an der Universität Zürich (Psychologie und Computerlinguistik) ab 2007 wurde das Jakob-Lexikon im OLIF-Format neu implementiert. Das Lexikon stellt linguistische Informationen zur Verfügung (syntaktisches, semantisches und pragmatisches Hintergrundwissen im Sinne der Konstruktionsgrammatik). Das Jakob-Lexikon ist weiterhin über das Internet zugänglich; der Schwerpunkt liegt dabei vor allem auf den Verben und ihren Gebrauchsmustern (verb patterns im Sinne von Patrick Hanks). Verbmuster werden als Konstruktionen betrachtet; jedes Verbmuster hat theoretisch eine einzigartige Bedeutung in einem spezifischen Kontext.